# Relations entre la France et le Soudan du Sud
Les relations entre la France et le Soudan du Sud désignent les relations diplomatiques bilatérales s'exerçant entre, d'une part, la République française, État principalement européen, et de l'autre, le Soudan du Sud, État africain.

## Histoire
C'est au Soudan du Sud que s'est arrêtée la pénétration française en Afrique de l'Est, du fait de la crise de Fachoda en 1898.

## Relations politiques
La France entretient des relations diplomatiques avec le Soudan du Sud depuis 2006 et elle l'a reconnu comme État indépendant en 2011.

## Relations économiques
Total est implantée au Soudan du Sud.

## Échanges culturels et universitaires
Le Soudan du Sud accueille un Institut français, le seul centre culturel international du pays.